# Подтяжки

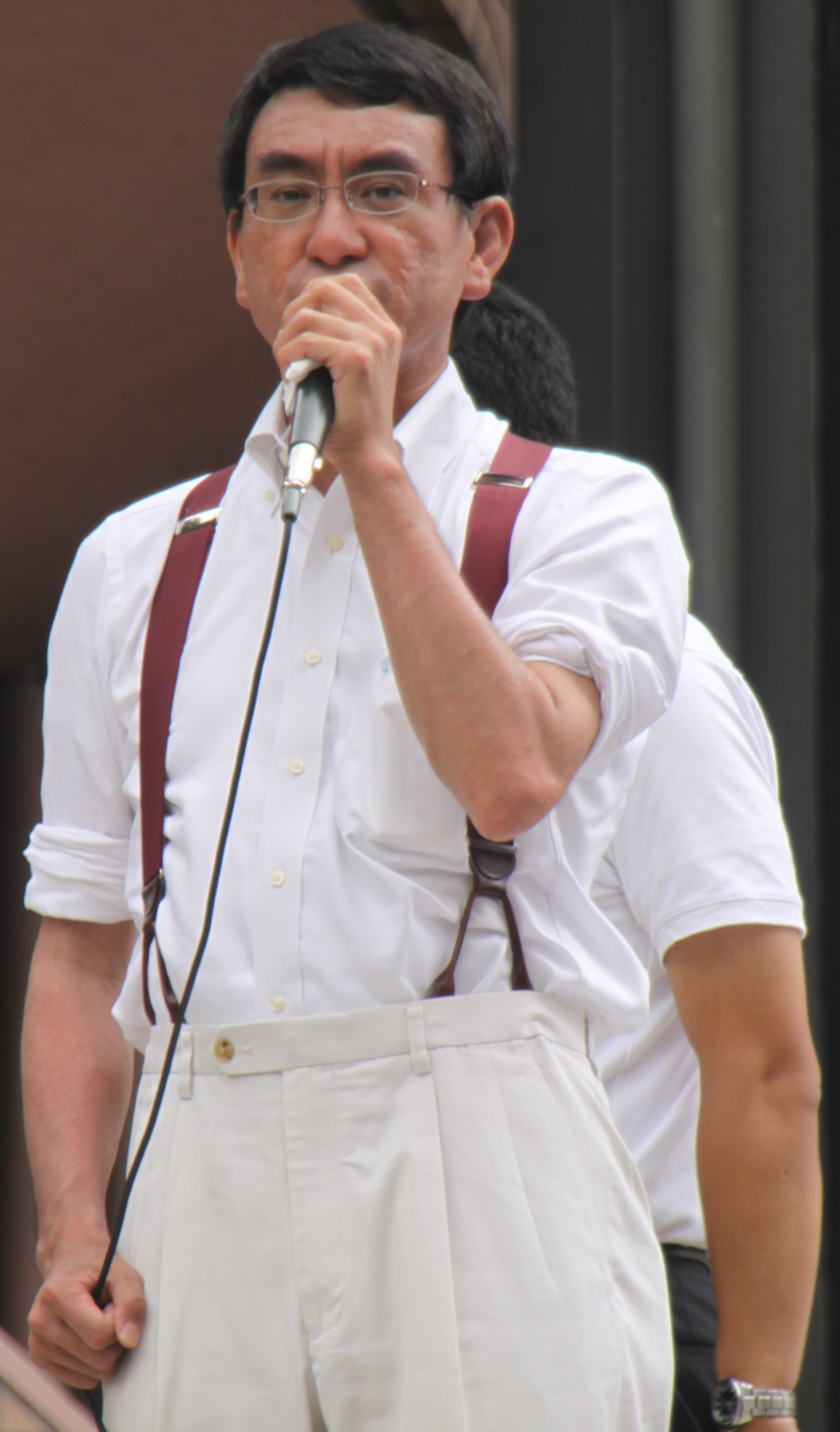
Японский политик Таро Коно в подтяжках на пуговицах

Подтя́жки, по́мочи — тканевые либо кожаные ленты, тесьмы, предназначенные для поддержания брюк на уровне талии. Перекидываются через плечи и застёгиваются на поясе брюк. Традиционный вариант — под пуговицы, однако сейчас выпускается в ограниченном количестве и чаще делается на заказ. В продаже выставлены в основном варианты на металлических клипсах. Третий вариант подтяжек — кожаные на карабинах.

## История
Есть неподтверждённые сведения, что впервые в Европе упоминания о подтяжках будто появились во время правления Людовика XIV. Выглядели подтяжки как перевязь для шпаги. Впоследствии подтяжки трансформировались в аксессуар для поддержания брюк. В Германии, на протяжении сотни лет подтяжки (помочи) являлись непременным элементом повседневной и выходной одежды.
Впервые достоверно подтяжки как предмет для поддержания штанов начали использоваться в конце XVIII столетия в ходе кардинальных изменений в моде, вызванных Великой французской революцией. Тогда же они проникли и в Россию. К появлению подобного предмета подтолкнуло то, что вышедшие из употребления камзолы и аби оставили живот открытым, и вследствие этого подтяжки решили проблему незаметного поддержания брюк.
Считается, что изобретателем подтяжек в нынешнем понимании был англичанин Альберт Торстон, который в 1820 году создал и начал продавать в своем лондонском магазине первые подтяжки, больше всего похожие на современные. Они крепились кожаными петлями к специальным пуговицам на внутренней или внешней стороне брюк. В Великобритании подтяжки ещё с тех времен называют словом «braces», в Америке же чаще используется вариант «suspenders». Компания Albert Thurston существует до сих пор.
Подтяжки вошли и в народный быт, преимущественно в странах Западной и Центральной Европы. Так, короткие кожаные штаны ледерхозе, часть народного костюма Австрии и южных районов Германии (прежде всего Баварии), непременно поддерживаются кожаными же подтяжками с поперечной перекладиной посередине. Как и сами штаны, подтяжки могут украшаться вышивкой. Впрочем, ледерхозе могут и опоясываться ремнём. В России же в XIX—XX веке подтяжки оставались предметом исключительно городской одежды, прежде всего дворянского гардероба.
Долгое время подтяжки считались интимным предметом одежды, поэтому в произведениях живописи их довольно мало. В XIX веке подтяжки украшались вышивкой геометрическим и растительным орнаментом, а чтобы они не соскальзывали с плеч, они скреплялись на середине спины пряжкой, пуговицей либо же просто сшивались в одну. Военные, в отличие от штатских, не носили подтяжек.
Подтяжки использовались повсеместно с середины XIX века и до окончания Второй мировой войны, после чего стали вытесняться ремнями. В XX веке их носили главным образом старики или очень полные люди. Однако в 1970-х-1980-х гг. подтяжки пережили новый пик популярности, став на этот раз модным аксессуаром. В 1970-х трендом были нарочито широкие подтяжки с яркими узорами, начиная с этого времени штаны и даже юбки на подтяжках также стали носить и женщины. Выпускаются и используются они и по сей день. Помимо традиционных вариантов, изготовляются также яркие варианты, носящиеся напоказ в молодёжной моде. Часто в таком варианте сочетаются с галстуком или бабочкой.
Подтяжки могут использоваться и в качестве орудия телесного наказания детей. Так, Никита Михалков вспоминал, что его отец, известный детский поэт Сергей Михалков, в качестве наказания в том числе порол его подтяжками. При этом эта процедура, по словам Никиты Михалкова, была по ощущениям гораздо больнее, чем более распространённое битьё ремнём.

## Разновидности
По конструкции крепления различают три вида подтяжек:
- Пристегивающиеся на пуговицы, со специальными хлястиками, которые крепятся к брюкам;
- С зажимами, которые крепятся прямо к поясу брюк, без хлястиков. В настоящее время наиболее распространённый вариант;
- Подтяжки на карабинах, которые крепятся за петли для ремня на брюках.

Сейчас пользуются популярностью подтяжки, выполненные из различных материалов — эластичные, тканевые, джинсовые, кожаные подтяжки. Встречаются декоративные подтяжки, которые обычно производят вместе с джинсами. Они не надеваются на плечи, а носятся спущенными.

## В культуре
- Подтяжки являются непременным атрибутом американского телеведущего Ларри Кинга.
- Одной из самых известных сцен рассказа «Нахалёнок» Михаила Шолохова является безуспешная попытка главного героя, семилетнего мальчика Миньки, вступить в Красную армию, увидев, как красноармейцы маршируют по его родной станице. Начальник отряда, комбат, шутливо соглашается принять Миньку в свои ряды, но только когда, когда он пришьёт себе к штанам вторую помочь — подтяжку.